# OpenLearn
OpenLearn ist ein britisches Open-Educational-Resources-(OER)-Projekt der Open University. Es ist von der William and Flora Hewlett Foundation teilfinanziert. OpenLearn ist Mitglied des OpenCourseWare Konsortium (OCWC).

## Geschichte
Die Open University veröffentlichte die OpenLearn-Webseite im Oktober 2006, um der Welt pädagogisches Material frei zugänglich zu machen. Die Veröffentlichung dieser strukturierten Lernmaterialien, die für Fernunterricht konzipiert worden sind, ist einzigartig im Feld der Open Educational Resources.

## Grundsätze
Open Education bringt sich in drei Bereichen ein. Es macht neues Wissen für alle verfügbar (nicht nur für die Wenigen, welche dafür bezahlen). Es erlaubt Nutzern, das Material herunterzuladen, zu modifizieren, zu übersetzen und zu adaptieren, um seinen Nutzen zu erweitern. Es bietet die Möglichkeit, in einem kontinuierlichen Verbesserungskreislauf in den Bereichen Modifizieren, Entwickeln, Testen und erneuten Entwickeln und Testen (bei verändertem Material) kollaborativ bzw. kooperativ zusammenzuarbeiten. Die Verwendung von Open-Educational-Ressourcen zielt auf die globale Auflösung von Zugriffsbeschränkungen auf Wissen und Bildungsmöglichkeiten ab.
Durch die virtuelle Moodle-basierte Lernumgebung werden Lernenden über 400 strukturierte und multimediale Lerneinheiten angeboten. Diese werden durch eine Vielzahl von Lern- und Kommunikations-Werkzeugen in der Lernumgebung angereichert. Instant Messaging, Videokonferenz, Video-Blog und Internetforums ermöglichen den Aufbau von Lerngruppen bestehend aus vielen Lernenden, tausenden Unterrichtsstunden und Lernmaterialien. Wissensmapping-Software ermöglicht den Lernenden das Lernmaterial und die Querverbindungen darin visuell darzustellen. Dadurch lassen sich Argumentationen und Debatten besser zuordnen. Die Veröffentlichung der getätigten Arbeiten am Lernmaterial der Lernenden auf der Webseite zeigt den Fortschritt / die Änderungen aller beteiligter Personen an den betreffenden Material auf.
Des Weiteren kann man die Inhalte auch extrahieren und neu zusammensetzen, um sie in einer neuen Form darzustellen. Der Web-2.0-Ansatz in Richtung eines freien und kooperativen Lernumgebung(LearningSpace) für Lernende wird durch den LabSpace komplettiert, in dem Fachleute zum Herunterladen, Verbessern und Anpassen von beidem – aktuellen und bereits archivierten Lehrmaterialien – ermutigt werden. Die multimedialen Materialien der Open University, publiziert unter der Attribution-ShareAlike-NonCommercial-Creative-Commons-Lizenz, können hinsichtlich anderer Lehrzusammenhänge wiederverwendet, umfunktioniert, übersetzt und ausgebaut werden, um eine größere freie Quelle von abgeleiteten Lehrmaterialien zu erzeugen. Mitwirkende sind dazu angehalten ihren eigenen Bereich im LabSpace auszugestalten, die Lehrmaterialien zu personalisieren, die Relevanz des Inhalts für spezifische Lerngemeinschaften zu erhöhen, neue Ideen für die Lehre auszutesten und auf Feedback von Nutzern basierendes Lehrmaterial weiterzuentwickeln.

## Viraler Inhalt
OpenLearn ermöglicht viralen Inhalt nicht nur durch sein Lizenzierungsmodell, sondern auch durch das Bekenntnis zu offenen Technologien. Die Verwendung einer virtuellen Open-Source-Lernumgebung zusammen mit der Möglichkeit, dass Personen Lernmaterialien in verschiedenen Formaten herunter- bzw. hochladen können, unterstützt die Vervielfältigung des Inhalts und erlaubt die Interoperabilität mit anderen Anbietern von Content-Management-Systemen. Die Lernmaterialien wurden in Standard-Softwarebibliotheken umgesetzt, um global verteilten Communitys Zugriff zu gewähren. Der Inhalt kann mit RSS-Feeds leicht in webbasierte Widgets und RSS-Reader eingebettet werden, um die Inhalte fernab von OpenLearn zu verwenden.

## LabSpace Hosting
Am Ende der ersten Phase der Finanzierung (30. April 2008) umfasste OpenLearn mehr als 5.000 Stunden Lehrmaterialien der Open University. Zusätzlich generierten Nutzer noch weiteren Inhalt im LabSpace.